# Schloss Senftenschlössle
Das Schloss Senftenschlössle, auch Senftsschlösschen genannt, ist ein auf einer vermuteten ehemaligen Wasserburg gegründetes Schlösschen in der Hohenloher Straße 46 in Untermünkheim im Landkreis Schwäbisch Hall in Baden-Württemberg.

## Geschichte
Die von den Herren von Münkheim erbaute Wasserburg wurde 1361 erstmals erwähnt. Der Bruchsteinbaukörper des Senftenschlössles mit den monolithisch gehauenen Schlitzfenstern deuten jedoch auf einen Vorgängerbau von wesentlich höherem Alter. Die Chronik erwähnt in diesem Zusammenhang eine Burg „welche  schon seit 1361 die Veldner und dann die Senften besaßen, mitten in unserem Dorf“.
1515 wurde die Wasserburganlage für den Stadtadeligen Haller Stadtrat Melchior Senft zu Sulburg als Herrensitz zu einem turmartigen Schlösschen ausgebaut, auch als Wasserhaus zu Untermünkheim bezeichnet.
Später kam das Gebäude an die Gemeinde Untermünkheim, wo es von der „Interessengemeinschaft Sanierung historischer Bauten“ betreut wurde und fand nach längerer Zeit ohne Nutzung einen neuen Eigentümer, der hier ein Radler-Hotel einrichten wollte. Beim Umbau blieb der Grundriss weitgehend unverändert und Eingriffe in die historische Bausubstanz konnten auf das Notwendigste beschränkt werden. Mitte 2004 war das Dach neu gedeckt und die Fassade saniert. Die Restaurierungsmaßnahmen, die auch die Malereien betrafen, waren im Oktober 2005 abgeschlossen. Die Deutsche Stiftung Denkmalschutz hat die Restaurierung der Wand- und Deckenmalereien sowie die Fensterinstandsetzung gefördert. Der heute über längere Strecke eingedolte Dobelbach grenzte das mit einer hohen Mauer umgebene Grundstück des Schlösschens, das nur über zwei kleine Steinbogenbrücken erreicht werden konnte, noch bis Anfang des 20. Jahrhunderts ein.
Das Gebäude erscheint als ländlicher Adelssitz bestehend aus einem spätgotischen dreigeschossigen Steinhaus aus Bruchstein mit mittelalterlichen Fachwerkaufsatz und hohem Krüppelwalmdach.
2006 erhielt das Gebäude nach umfangreicher Sanierung den Denkmalschutzpreis Baden-Württemberg des Schwäbischen Heimatbundes und des Landesvereins Badische Heimat.